# Odette Eid
Odette Eid, nome artístico de Odette Haidar Eid (Zalé, 7 de março, 1922 - São Paulo, 13 de julho de 2019) foi uma escultora libanesa, radicada no Brasil desde 1925.

## Biografia
Aos três anos de idade, imigrou com a família para o Brasil, onde morou na cidade de São Paulo.
Sua mãe, uma pintora autodidata especializada em cópias de quadros de grandes mestres da pintura, foi quem despertou nela o amor pela arte desde cedo. E, já na adolescência, Odette demonstrava seu dom quando a ajudava a transpor e ampliar os desenhos dos quadros para as telas.
Mas, apesar do talento nato, a jovem teve que adiar seu sonho de seguir os estudos artísticos devido às dificuldades financeiras da família e por oposição do pai. E finalizou o estudo regular no Colégio Oriental – escola frequentada pelos filhos da comunidade libanesa na época. 
Décadas mais tarde, já casada e com quatro filhos, Odette Eid passou a realizar vários cursos que a ajudaram a ampliar seu olhar sobre a arte, entre eles, História da Arte, no IADÊ, com Paulo Ramos Machado; Arte no Brasil, no Espade, com Loy Cox Vilela; Teoria e Pesquisa de Folclore Brasileiro, na Escola de Folclore, com Rossini Tavares de Lima e Julieta de Andrade; Mitos e Magia, História da Arte, com Fábio Magalhães; Arte Contemporânea, com Alice Brill e Avancini.
Com 52 anos de idade, ao descobrir um câncer de mama e ter que realizar uma mastectomia que deixou seu braço direito com uma deficiência crônica, Odette passa a buscar novas perspectivas. E, por quase uma década, entre 1974 e 1982, ela realizou uma série de viagens a diferentes lugares do mundo – Líbano, Oriente Médio, Europa, Estados Unidos, Japão, China – e pode conhecer vários museus e coleções internacionais, que contribuíram para ampliar seu repertório para as futuras criações. 
Foi em 1982 que seu talento desabrochou e ela criou suas bonecas com cabeça de epóxi e tecidos, usando seu “savoir faire” em costura também adquirido com a mãe. Essas primeiras obras lhe renderam a primeira exposição como artista no Chelsea Art Gallery – São Paulo, em 1983.
Dois anos depois do início de seu trabalho como artista, Odette Eid aprimorou sua técnica e conhecimentos com os mestres ítalo-brasileiros Domenico Calabrone e Elvio Becheroni, no ateliê Artescultura2, e teve aulas de desenho com Odetto Guersoni. Então, passou a criar suas famosas esculturas de bronze e a realizar exposições individuais e coletivas.
Uma década depois, em 1995, dezenas de suas obras foram reunidas na exposição individual realizada no Museu Brasileiro da Escultura e Ecologia (MuBE), em São Paulo. Na oportunidade, também foi lançado o livro Odette, Escultura – uma retrospectiva de seus trabalhos, que contou com o desenho gráfico de Emilie Chamie, fotos de Romulo Fialdini e textos de Paulo Klein, Radha Abramo e Emanoel Araújo.
A partir de 2000, Odette começou a dar aulas de escultura no Atelier Amarilis, na avenida de mesmo nome, no bairro Cidade Jardim, em São Paulo. Nesta mesma época, se inicia na arte digital.
Em 2007, a artista ousou em usar flores, sedas, lantejoulas e chapéus em sua mostra Cabeças e Reminiscências, realizada no Espaço Cultural V Centenário da Assembleia Legislativa de São Paulo, em São Paulo (SP), no Mês do Folclore. 
Suas criações chamaram tanta atenção pela irreverência que rendeu o livro Minhas Cabeças, lançado em 2008, e outras exposições pelo Brasil, sendo uma no Museu de Arte da Bahia e outra na Galeria Estação, em São Paulo.  
A artista conquistou clientes de prestígio pelo mundo e suas obras ganharam espaço em acervos e coleções particulares e oficiais na Alemanha, Austrália, Áustria, Brasil, China, Egito, Espanha, Estados Unidos, França, Grécia (Sultan Lines), Israel, Itália (Enzo Ferrari), Líbano, Noruega, Síria e Suécia (Rainha Silvia). 
No ano de 2017, Odette Eid recebeu uma homenagem do CONSCRE – Conselho Estadual Parlamentar de Comunidades de Raízes e Culturas Estrangeiras da Assembleia Legislativa de São Paulo – um reconhecimento da comunidade libanesa.
Apesar da dificuldade crônica em seu braço direito decorrente da mastectomia, a artista nunca parou de criar. E, nos últimos anos de sua vida, com a progressão do problema e o membro já enfraquecido, se dedicou à arte digital e aos trabalhos de colagem, que são inéditos.
A cidade de Santo Antônio do Pinhal, São Paulo, ganhou um museu à céu aberto das obras de Odette em 26 de março de 2022. O museu faz parte das comemorações do centenário da artista e possibilita a exposição permanente de seus trabalhos ao público.

## Obra
Odette Eid produziu mais de 1.200 obras, entre elas, esculturas, múltiplos e utilitários, usando vários materiais, como bronze, alumínio, acrílico, papel, gesso e tecido. 
Suas famosas esculturas de bronze trazem uma temática ampla: amor, família, maternidade, dança, esporte, santos e animais.

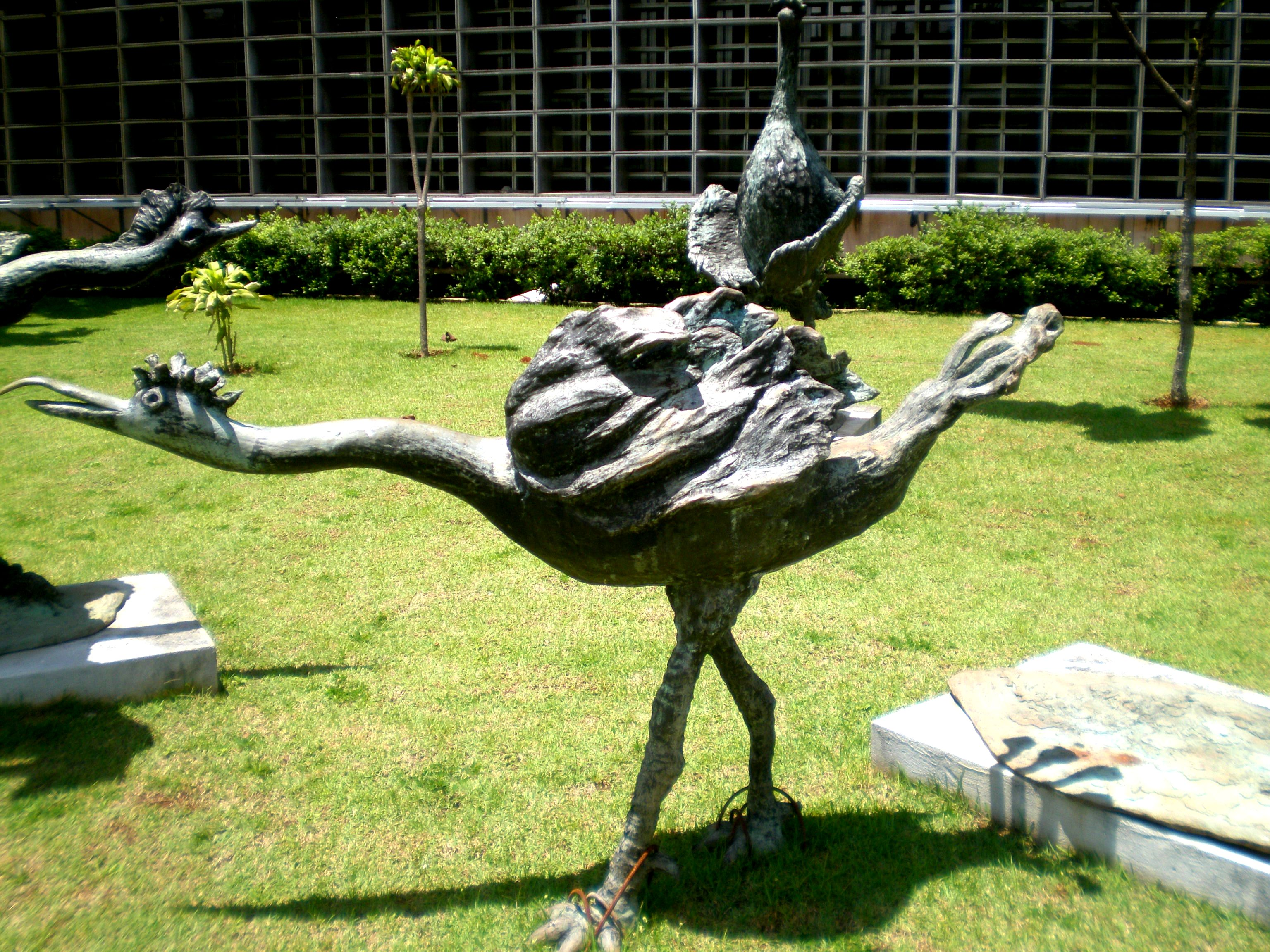
Odette Eid 'Imaginary Birds' (Pássaros Imaginários) 1994, Museum of Art Sculpture Garden, Parliament of Sao Paulo, Brazil

Os trabalhos feitos em alumínio têm temas flores e pássaros estilizados ou imaginários, como os que foram expostos pela primeira vez em 2005, na exposição Aluminagem , realizada no SESC Ipiranga, em São Paulo, e que atualmente estão expostas no museu aberto do Parque da Luz, que pertence à Pinacoteca do Estado de São Paulo. Um vídeo animado (assista no YouTube: Botão de Rosa - Odette Haidar Eid), produzido com um avatar que se comunica por meio da língua brasileira de sinais (libras), está disponível online e conta um pouco sobre a vida da artista e trata dessas obras.
Os pequenos bonecos criados na primeira fase (1982) são personagens lúdicos, coloridos, surrealistas e cheios de humor. Apresentam bocas com cabeças no lugar dos dentes e corpos em forma de bola com várias cabeças e pernas. 
Já os bonecos da segunda e última fase, conservam o humor da primeira fase, com um toque de insolência e deboche muito próximo do folclore brasileiro. Esses trabalhos foram expostos pela primeira vez em agosto de 2007, na mostra chamada Cabeças e Reminiscências, realizada no Espaço Cultural V Centenário, da Assembleia Legislativa de São Paulo, em comemoração ao Mês do Folclore.
No ano seguinte, a mesma coleção foi apresentada no Museu de Arte da Bahia e na Galeria Estação, dessa vez, com o nome de Minhas Cabeças.
Em dezembro de 2002, a artista apresentou um presépio de tecido reciclado, montado e decorado com bijuterias, jornais velhos e materiais de construção na estação do Metrô São Bento. O trabalho contou com bonecos de 2,40 m de altura que representavam os principais personagens da história do nascimento de Jesus. 
Sempre à procura de novas formas de expressão, Odette realizou em seu sítio, Riacho Doce, na cidade de Santo Antônio do Pinhal, interior de São Paulo, uma série de instalações inspiradas na Land Art (Arte da Terra), usando recursos disponíveis na natureza. Esse trabalho original desapareceu com o tempo, mas foi documentado em um belo ensaio fotográfico de Romulo Fialdini, que permanece inédito.
Em vida, a artista teve dois ateliês, o Atelier Amarilis, em São Paulo, onde deu aulas e ainda preserva algumas de suas obras, e o Atelier Riacho Doce, em Santo Antônio do Pinhal – um verdadeiro museu a céu aberto (privado), que resguarda seu maior acervo. 

## Prêmios e homenagens
Durante sua carreira, Odette Eid recebeu diversos prêmios e homenagens no Brasil e em outros lugares do mundo:
- 1984 Medalha de prata Galeria Arte Skultura, em São Paulo (SP);
- 1986 Grande Medalha de Ouro na 1ª Exhibition of Contemporary Art Brazil/USA (I Mostra de Arte Contemporânea Brasil/Estados Unidos), no Curtis Hixon Convention Center de Tampa, na Flórida (EUA);
- 1986 Segundo e Terceiro Prêmios na XIX Exposição de Arte Contemporânea Chapel Art Show, em São Paulo (SP);
- 1987 Primeiro Prêmio na XX Exposição de Arte Contemporânea Chapel Art Show, em São Paulo (SP);
- 1987 Primeiro Prêmio na I Bienal do Annuario Latino-Americano de Artes Plásticas em Buenos Aires, em Buenos Aires (Argentina);
- 1987 Primeiro Prêmio na 1ª Bienal Latino-Americana de Arte SP, em São Paulo (SP);
- 1987 Medalha de Ouro no Acropolis Salle de Exposition, em Nice (França);
- 1987 Medalha de Prata no Salão Portinari, em São Paulo (SP);
- 1987 Medalha de Bronze no I Salão Nacional de Artes Plásticas São Paulo-Rio Grande do Sul pela Academia Brasileira de Artes e Ciências, em São Paulo (SP);
- 1999 Menção Honrosa na exposição Quando o Norte e o Sul se Encontram, na Fundação Mokiti Okada Moa, em São Paulo (SP);
- 1999 Medalha e Diploma de Mérito Artístico e Cultural da Academia Brasileira de Arte, Cultura e História, em São Paulo (SP);
- 2003 Homenageada no Dia da Mulher Personalidade Feminina pelo Centro Cultural Árabe Sírio, no Clube Esporte Sírio, em São Paulo (SP);
- 2017 Homenageada pela [21] da Assembleia Legislativa SP[22].

## Trabalhos em espaços públicos
Várias obras de Odette Eid estão expostas em diversos espaços na cidade de São Paulo, como museus e locais públicos.
No hall principal do Hospital Sírio-Libanês, por exemplo, está a escultura Mãe com Filho, estabelecida ali em 1987.
Algumas praças também tiveram a honra de receber criações talentosas da artista, como a escultura em granito e bronze encomendada pela colônia libanesa no país em comemoração aos 500 anos do descobrimento do Brasil, localizada na Praça Professor Jairo de Almeida Ramos, no bairro Vila Nova Conceição. Nesse endereço, desde 2008, está ainda o busto de outro grande artista libanês Gibran Khalil Gibran, produzido por ela em bronze e granito. Em 2000, foi a vez da Praça dos Omaguás, em Pinheiros, receber a escultura Passaredo, em bronze e granito. Nesse mesmo ano, o Clube Espéria encomendou à artista uma obra para a comemoração do seu centenário com o objetivo de oferecê-la à cidade de São Paulo. Vitória  como é chamada a escultura de bronze, granito e aço, está na Praça Airton de Abreu.
Veja no Google Earth a foto da Praça Airton de Abreu
Desde 2013, as obras Mulher que carrega o mundo e Pássaros imaginários I, II e III, fazem parte do acervo do Museu da Escultura ao Ar Livre da Assembleia Legislativa de São Paulo.  
Também estão ao ar livre, várias outras esculturas em alumínio que estão na Praça da Luz (Bom Retiro) e fazem parte do acervo da Pinacoteca de São Paulo. São elas: Botão de rosa, Carneiro, Cisne, Flor redonda, Papoula, Pássaro imaginário e Tulipa. 
A cidade de Santo Antônio do Pinhal, interior de São Paulo, onde a artista mantinha seu segundo ateliê, não deixou de ser presenteada com duas obras de Odette Eid. Uma delas, a escultura Passaredo, pode ser vista na entrada da cidade desde 2000, e Mãe Lúcia/Mãe Esperança  está na Praça Boulevard Araucária, desde 2020. 
Veja no Google Earth a foto da Praça Boulevard Araucária

## Exposições

### Exposições nacionais individuais
- 1983 Chelsea Art Gallery, em São Paulo (SP);
- 1986 Centro Cultural São Paulo, em São Paulo (SP);
- 1987 Fundação Armando Álvares Penteado (FAAP), em São Paulo (SP);
- 1987 Museu de Arte Brasileira, em São Paulo (SP);
- 1988 Galeria de Arte Banespa, em São Paulo (SP);
- 1988 Place des Arts, no Rio de Janeiro (RJ);
- 1989 Espaço Cultural Lutèce, em São Paulo (SP);
- 1990 Galeria Skultura, em São Paulo (SP);
- 1991 Espaço Cultural Banco Central, em São Paulo (SP);
- 1994 Galeria de Arte Banespa – DIRPE, em São Paulo (SP)11;
- 1995 Museu Brasileiro da Escultura (MuBE), em São Paulo (SP);
- 1996 Teatro Municipal de São Paulo (SP), em São Paulo (SP);
- 1996 Centro Cultural São Paulo, em São Paulo (SP);
- 1997 ECT Galeria de Arte, em Brasília (DF)[26];
- 1997 Galeria Skultura SP, em São Paulo (SP);
- 1998 Galeria Prestes Maia, em São Paulo (SP);
- 1998 Espaço Cultural Hospital Sírio Libanês, em São Paulo (SP);
- 1999 Espaço Cultural Clube A Hebraica, em São Paulo (SP);
- 1999 Movimento GNT Mãe et Cia. no Museu da Imagem e do Som, em São Paulo (SP);
- 1999 Espaço Cultural Personnalité Itaú, em São Paulo (SP);
- 1999 Espaço Cultural Clube Atlético Monte Líbano, em São Paulo (SP);
- 1999 Centenário do Clube Espéria, em São Paulo (SP);
- 2000 Pinacoteca Benedito Calixto, em Santos (SP);
- 2001 Pinacoteca Benedito Calixto, em Santos (SP)[27];
- 2002 Salão de Exposição do Centro Cultural Árabe Sírio, em São Paulo (SP);
- 2002 Galeria de Exposições Completo Cultural Júlio Prestes, em São Paulo (SP);
- 2002 Museu de Folclore Rossini Tavares de Lima, em São Paulo (SP);
- 2003 Museu Bandeirante – Assembleia Legislativa de São Paulo, em São Paulo (SP);
- 2003 Estação Metrô São Bento, em São Paulo (SP);
- 2004 Espaço Cultural Claudeteedeca, em São Paulo (SP)[28];
- 2005 Aluminagem – esculturas em alumínio, no SESC Ipiranga, em São Paulo (SP)8,9;
- 2006 Presépio Esculturas em Tecido Reciclado na TV Cultura, em São Paulo (SP);
- 2007 Cabeças e Reminiscências no Espaço Cultural V Centenário da Assembleia Legislativa do Estado de São Paulo, em São Paulo (SP);
- 2007 Presépio E o Menino Chegou... na Galeria Altino Arantes, em São Paulo (SP);
- 2008 Minhas Cabeças, no Museu de Arte da Bahia, em Salvador/BA;
- 2008 Minhas Cabeças, na Galeria Estação[29], em São Paulo (SP);
- 2017 Pássaros na Galeria Estação[30], em São Paulo (SP).

### Exposições Internacionais Individuais
- 1989 Galerie Liliane François, em Paris, França;
- 1991 Galerie Liliane François, em Paris, França;
- 1992 Galeria du Théâtre, em Perpignan, França;
- 1998 Le Brésil à Paris – Quadra Découverte, em Paris, França;
- 2000 Sculptures – Espace Quadra, em Paris, França;
- 2002 Sculptures – Rencontre/Decouverte – Espace Quadra, em Paris, França;
- 2005 Espace QUADRA, em Paris, França.

### Exposições Internacionais Coletivas
- 1986 I Mostra de Arte Contemporânea Brasil/Estados Unidos no Curtis Hixon Convention Center em Tampa, Flórida;
- 1987 Acropolis Salle de Exposition em Nice, França;
- 1987 Galerie Del Annuário Latino-Americano de Artes Plásticas, em Buenos Aires, Argentina;
- 1988 Brasil Inter Art Galerie, em Paris, França;
- 1989 Brazilian-American Cultural Institute, em Washington DC, Estados Unidos
- 1989 Galerie Liliane François em Paris;
- 1990 Galerie Liliane François, Biennale des Femmes no Au Grand Palais, em Paris, França;
- 1990 Feira de Arte Guingamp, em Paris, França;
- 1991 Galerie Liliane François, em Paris, França;
- 1993 Galerie Liliane François, em Paris, França;
- 1993 Le Salon – Grand Palais, em Paris, França;
- 1993 Galerie des Isles, em Paris, França;
- 1993 EcoSite em La Défense, em Paris, França;
- 1994 Salon Européen d'Art Contemporain, em Saint-Brisson-sur-Loire, França;
- 1994 Salon des Artistes Français, em Paris, França;
- 1995 Galeria de Arte do Casino Estoril, em Estoril, Portugal;
- 1995 Galerie Got, em Barbizon, França;
- 1996 Galerie du Collège Royal, em Beaumont-en-Auge, França;
- 1996 Mairie du 7eme Arrondissement, em Lyon, França;
- 1996 Galerie Liliane François, em Paris, França;
- 1997 Le Printemps Français en Bavière, em Münich, Alemanha;
- 1997 Salon dus Printemps – Palais Municipal, em Lyon, França;
- 1997 United States District Court, em Washington/Maryland, Estados Unidos;
- 1998 Salon du Printemps no Palais Municipal, em Lyon, França;
- 1998 Le Brésil à Paris na Quadra Découverte, em Paris, França;
- 2000 Brèsil 500 ans – Galerie Everarts Gallery – Exposição de Artistas Brasileiros, em Paris, França;
- 2000 Du Versant des Andes au delta de l’Amazonie – Office Cultural de Saint Gratien, em Saint Gratien, França;
- 2001 Le Brésil à la Maison Pour Tous de Ville d’Avray, em Paris, França;
- 2002 Exhibition – United States District Court, Maryland, Estados Unidos;
- 2002 Made in Brazil Brazilian Art Group, nos Estados Unidos.

## Obras em coleções
Banco Audi – Nova Iorque, EUA
Banco Nacional e Francês – São Paulo, Brasil
Banco Safra – São Paulo, Brasil
Banco Cidade de São Paulo – São Paulo, Brasil
Moinho São Jorge – São Paulo, Brasil
Philips Morris – São Paulo, Brasil
IBM do Brasil – São Paulo, Brasil
Firestone – São Paulo, Brasil
American Express – São Paulo, Brasil
Construtora NTR – São Paulo, Brasil
Sultan Lines S.A. – Atenas, Grécia
Casablanca Finish – São Paulo, Brasil
Club Atlético Paulistano – São Paulo, Brasil

## Livros
- Eid, Odette. Odette Eid, escultura. São Paulo: Pancrom, 1995.[31]

Em setembro de 1995, juntamente com sua exposição retrospectiva realizada no Museu Brasileiro de Escultura e Ecologia (MuBE) foi lançado o livro Odette, Escultura. Com edição bilíngue (português/inglês), o livro teve edição e projeto gráfico de Emilie Chamie, fotos de Romulo Fialdini e textos de Paulo Klein, Radha Abramo e Emanoel Araújo.        
- Eid, Odette. Minhas cabeças. São Paulo: edição do autor, 2008.[31]

Edição bilíngue: português/inglês. ISBN 978-85-908212-0-5
O livro traz um rico material fotográfico dos trabalhos da artista feitos em papel e gesso para a mostra Cabeças e Reminiscências. A obra, que teve edição bilíngue, contou com textos da curadora e pesquisadora de arte popular Janete Costa, do escritor, jornalista e editorialista do Jornal da Tarde José Nêumanne, do diretor da Pinacoteca do Estado, Marcelo Araújo, do marchand Paulo Vasconcellos, do arquiteto, designer e diretor do Instituto Tomie Ohtake, Ricardo Ohtake, e um poema do artista Antônio Hélio Cabral. As fotos foram de José Goes e projeto e a produção gráfica de Alice Abramo Carvalho e Leila Schöntag.

## Entrevista e documentários
- 2008 - A Tarde - Conheça a trajetória de Odette Eid, escultora de 86 anos – Salvador (BA)

- 2008 - Estadão - Papel e gesso nas cabeças da artista Odette Eid – São Paulo (SP)

- Documentário Primeira Vez - Arte 1 (assista no YouTube: Odette Eid Art 1)
Nesse vídeo, Odette Eid conta um pouco sobre sua trajetória na arte.

## Lista de obras
| imagem | Título                                                                                        | Data | Material       | Tema          | Categoria no Commons                                                                          | Referência          |
| ------ | --------------------------------------------------------------------------------------------- | ---- | -------------- | ------------- | --------------------------------------------------------------------------------------------- | ------------------- |
|        | Passaredo                                                                                     |      | granito bronze |               | Monumento Passaredo                                                                           |                     |
|        | Vitória                                                                                       |      | granito bronze |               | Vitória (Odette Eid)                                                                          |                     |
|        | Gibran Khalil Gibran                                                                          |      | granito bronze | Khalil Gibran | Bust of Gibran Khalil Gibran (Odette Eid)                                                     |                     |
|        | Homenagem da Colônia Líbano-Brasileira em Comemoração dos 500 anos do Descobrimento do Brasil |      | granito bronze |               | Homenagem da Colônia Líbano-Brasileira em Comemoração dos 500 anos do Descobrimento do Brasil |                     |
|        | Botão de Rosa, Carneiro, Cisne, Flor Redonda, Papoula, Pássaro Imaginário e Tulipa            |      | alumínio       |               | Botão de Rosa, Carneiro, Cisne, Flor Redonda, Papoula, Pássaro Imaginário e Tulipa            | botao_de_rosa_flor_ |